# يان هاوغ
يان هاوغ (بالإنجليزية: Ian Haug)‏ هو عازف قيثارة وموسيقي أسترالي، ولد في 21 فبراير 1970 في بريزبان في أستراليا.

## وصلات خارجية
- يان هاوغ على موقع ميوزك برينز (الإنجليزية)
- يان هاوغ على موقع ديسكوغز (الإنجليزية)